# 分子互动
分子互动是一家以泛二次元IP孵化开发为核心的综合传媒公司。

## 介绍
分子互动创建于2012年，是一家聚焦泛二次元领域和年轻人群的文化公司，业务涉及动漫IP孵化、社交媒体营销传播、IP商业化开发、动画制作等多个模块。旗下包括IP《非人哉》、《万圣街》、《有兽焉》系列等。
分子互动致力于把握潮流文化和新生代消费市场，通过IP体系及核心业务泛二次元IP产业价值链。

## 子公司
1. 上海玩谷信息科技有限公司（全资子公司）
2. 天津分母互娱企业管理咨询合伙企业（有限合伙企业）
3. 宁波引爆点投资管理合伙企业（投资方）
4. 杭州分子互动文化传媒有限公司（地区分公司）